# Hooligans Gegen Satzbau
Hooligans Gegen Satzbau (#HoGeSatzbau) war eine Initiative, die mit Satire und Ironie auf Social-Media-Plattformen gegen nationalistische Aussagen ankämpfte. Sie existierte von Oktober 2014 bis August 2022. Seit Ende 2023 treten die beiden Initiatoren Frauke Seeba und Matthias Seeba-Gomille mit Klarnamen im Rahmen ihrer Initiative Aktivistmuss auf, die als Nachfolger von HoGeSatzbau gilt.

## Selbstverständnis

Logo von Hooligans Gegen Satzbau

Die Initiative wurde im Oktober 2014 als Reaktion auf die Gruppe „Hooligans gegen Salafisten“ (HoGeSa) gestartet, deren Mitglieder sich in Köln Straßenschlachten mit der Polizei geliefert hatten, ursprünglich unter dem gleichen Kürzel HoGeSa. Sie bot in „schwarz-weiß-roter Runen-Optik“ „Deutsch-Korrektur“ an und bewarb das Buch „Die Endlösung der Dudenfrage“.

Die Gruppe bezeichnet sich als „Initiative gegen Rechts-Schreibung“ und erläutert 
„Rechts-Schreibung (die): Die sogenannte Rechts-Schreibung ist eine zunehmend um sich greifende Form der verbalen Verrohung – besonders in sozialen Netzwerken. Sie ist geprägt von menschenverachtendem Inhalt, teils maßlosem Nationalstolz, Gewaltakzeptanz und Beleidigungen. Nicht selten gehen diese Merkmale mit einer Missachtung aller gängigen Grammatikregeln einher. Rechts-Schreibung findet sich in Teilen in allen politisch extremen Lagern, bevorzugt jedoch im rechten Spektrum wieder. Sie ist ein übergreifendes Gesellschaftsphänomen und zunehmendes Problem.“
Die Gruppe spießt in Form von Posts und Kommentaren nationalistische Aussagen von Mitgliedern der Partei AfD, der Gruppe „HoGeSa“ und ähnlichen nationalistisch ausgerichteten Gruppierungen auf verschiedenen Plattformen im Social-Media-Bereich auf. In ihren Posts spielt sie mit Schlagworten, Redewendungen und Symbolen der nationalistischen und rechtsextremen Richtung, zum Beispiel „Nur weil ich Nazi bin, bin ich noch lange kein Patriot“ oder „Deutschland erwache: Nazis raus!“
Die Mitglieder der Gruppe halten ihre Identitäten aus Sicherheitsgründen geheim. Die Gründungsmitglieder sollen eine Erziehungswissenschaftlerin und ein Kommunikationsdesigner sein. Sie beschreiben sich als „ganz ‚normale‘ Menschen aus der Mitte der Gesellschaft mit Kindern und Arbeit“, einige Gruppenmitglieder hätten Migrationshintergrund. Dabei nehmen sie für sich in Anspruch, unparteiisch zu sein und zur sachlichen Diskussion anregen zu wollen. Da aus ihrer Sicht staatliche Förderung ihre Unabhängigkeit gefährden würde, haben sie die 2015 begonnene Zusammenarbeit mit der Amadeu Antonio Stiftung und der gemeinnützigen UG Der goldene Aluhut beendet.
Hooligans Gegen Satzbau ist mitverantwortlich für die Organisation Stay Behind Foundation, die unter anderem Fotos von satirischen Werbeplakaten über die AfD verbreitet hat. Nachdem die AfD Hamburg über das Informationsportal Neutrale Schulen Hamburg dazu aufgerufen hatte, Lehrer-Verstöße gegen das Neutralitätsgebot zu melden, berichtete Hooligans Gegen Satzbau über eingegangene Pizzabestellungen und andere satirische Aktionen gegen das AfD-Portal. Außerdem startete die Initiative mit der Stay Behind Foundation die Website melderegister.de, auf der Lehrer wegen demokratiegefährdender rechtspopulistischer Äußerungen gemeldet werden sollten. Die Organisation stellte jedoch klar, dass es sich hierbei um eine Satire-Aktion handelte und keine echten Meldungen gesammelt wurden.

## Resonanz und Aktionen
HoGeSatzbau erhielt viel Zuspruch, wurde aber auch kritisiert. Die Argumente sollten im Vordergrund stehen, nicht die Rechtschreibung. Die Gruppenmitglieder widersprachen: „Wenn man die schlecht formulierten und grammatikalisch falschen Postings übersetzt und korrigiert, aber inhaltlich dann immer noch nichts vorhanden ist, helfe oft nur noch Humor.“

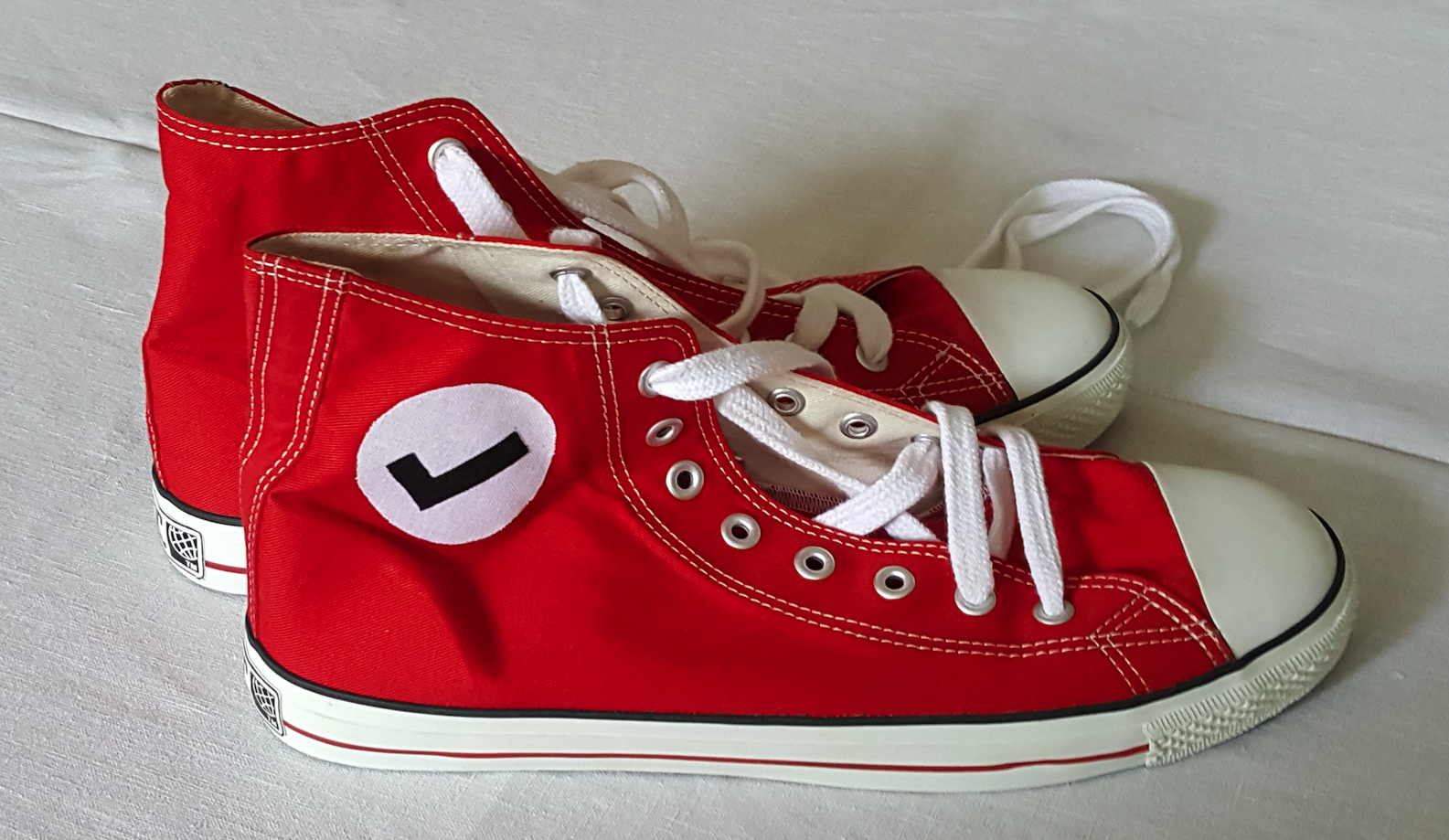
„Hakenschuhe“ der Crowdfunding-Kampagne von 2016

Eine „Krautpfanding“ genannte Crowdfunding-Kampagne im Frühjahr 2016 sollte die Arbeit der Aktiven professionalisieren. Ziel war, ein bis zwei sozialversicherungspflichtige Anstellungen auf die drei Mitglieder zu verteilen sowie Sach- und Projektkosten abzudecken. Erreicht wurden 40.000 Euro. Spender zwischen 33 und 1945 Euro wurden mit „Dankeschöns“ bedacht, darunter HoGeSatzbau-Ohrstecker, -Fahnen und -Schuhe („Hakenschuhe“). Zudem wurde ein Video mit Unterstützer-Statements veröffentlicht.
Im September 2016 wurden sie mit dem Publikumspreis der Smart Hero Awards ausgezeichnet, die gemeinsam von Facebook, der Stiftung Digitale Chancen und dem Bundesministerium für Familie, Senioren, Frauen und Jugend verliehen werden. Die Preisverleihung nutzten sie, um Facebook medienwirksam an ihre Verpflichtung im Umgang mit der sich ausbreitenden Hasskultur im Internet zu erinnern. Facebook würde viele Hasskommentare nicht als solche erkennen. Ihre Initiative könnte überflüssig sein, wenn Facebook handeln würde. Das Preisgeld in Höhe von 2.500 Euro nahmen sie nicht an, sondern gaben es dem Zweitplatzierten Enough is Enough.
2019 begann der Verkauf der ANTIFAmily-Card: einer vermeintlichen Mitgliedskarte der Antifa. Damit reagierten sie auf die Verschwörungserzählung, bei der Antifa handele es sich um eine organisierte Gruppierung. Im Kontext der US-amerikanischen Debatte über ein von Donald Trump ins Gespräch gebrachtes Verbotsfahren gegen die Antifa wurde die Karte als Beweis vorgelegt. Reuters widmete der Angelegenheit einen Faktencheck. Laut eigenen Angaben konnten Hooligans Gegen Satzbau 24.000 Karten verkaufen. Ein Teil der Erlöse kommt Exit-Deutschland zugute.
2020 brachten Hooligans gegen Satzbau die Single Keine Angst heraus. Künstler wie Farin Urlaub, Oliver Kalkofe oder Klaas Heufer-Umlauf waren daran beteiligt oder waren im Musikvideo zu sehen. Am Veröffentlichungswochenende war das Lied auf Platz 2 der Amazon-Verkaufscharts. Auch in diesem Fall kamen die Erlöse Exit Deutschland zugute.
Hooligans Gegen Satzbau hatte 2020 etwa 180.000 Facebook- sowie 19.000 Twitter-Follower. Täglich hatte ihre Homepage rund 10.000 Webseitenbesucher.

## Hildmann-Affäre
Im Juli 2020 setzte der während der COVID-19-Pandemie kontrovers diskutierte Kochbuchautor Attila Hildmann in einer öffentlichen Telegram-Gruppe ein Kopfgeld auf die Administratoren von HoGeSatzbau und weitere Personen der Öffentlichkeit (u. a. gegen den Grünen-Politiker Volker Beck) aus. Prämien würden an diejenigen ausgezahlt, die Hildmann Informationen über Personen- und Adressdaten der Personen geben können. HoGeSatzbau reagierten darauf, indem die Mitglieder das Foto eines Neonazis und Mitglieds des Aryan Circle Germany bearbeiteten, ihn als Antifaschisten darstellten und als Administrator von HoGeSatzbau ausgaben, was Hildmann glaubte und über seine Kanäle verbreitete. Für die Auszahlung des Kopfgeldes fingierte HoGeSatzbau eine Informantin mit dem Ziel, das Geld an die Organisation Exit-Deutschland zu spenden – doch deren Nachrichten und Forderungen ignorierte Hildmann. In der schriftlichen Aufklärung des Fakes erklärte HoGeSatzbau, dass die Aktion darauf abgezielt habe, aufzuzeigen, wie einfach es sei, Falschmeldungen zu verbreiten, und wie leicht sich einige Menschen mit solchen fingierten Meldungen und Informationen überzeugen ließen.

## Veröffentlichungen

### Diskografie
- 2020: Keine Angst mit Band ohne Anspruch, Vito C. (J.B.O), Banda Internationale, Bluthund, Max Buskohl, Jan Plewka (Selig), Suchtpotenzial, Tiger Lilly Marleen (Bonsai Kitten), Kai Lüftner, Eugen Balanskat (Die Skeptiker), Elfmorgen, Chris (Sondaschule) & Oliver Kalkofe[19]